# Aittosuo-Leppäsuo-Uitusharju
Aittosuo-Leppäsuo-Uitusharju este o arie protejată (arie specială de conservare — SAC, sit de importanță comunitară — SCI) din Finlanda întinsă pe o suprafață de 1.521 ha, integral pe uscat.

## Localizare
Centrul sitului Aittosuo-Leppäsuo-Uitusharju este situat la coordonatele 62°45′03″N 24°34′06″E / 62.7508°N 24.5683°E.

## Înființare
Situl Aittosuo-Leppäsuo-Uitusharju a fost declarat sit de importanță comunitară în august 1998 pentru a proteja 2 specii de plante și 1 specie de animale. Situl a fost protejat și ca arie specială de conservare în aprilie 2015.

## Biodiversitate
Situată în ecoregiunea boreală, aria protejată conține 9 habitate naturale: Lacuri și iazuri distrofice naturale, Cursuri de apă de la nivel de câmpie la nivel montan, cu vegetație Ranunculion fluitantis și Callitricho-Batrachion, Mlaștini turboase de tranziție și turbării mișcătoare, Izvoare fino-scandinave și mlaștini produse de izvoare bogate în minerale, Turbării Aapa, Pante stâncoase silicioase cu vegetație casmofită, Taiga vestică, Păduri de conifere pe eskere fluvioglaciare sau legate la acestea, Mlaștini împădurite.
La baza desemnării sitului se află mai multe specii protejate:
- plante (2): Dichelyma capillaceum, Herzogiella turfacea
- mamifere (1): Rangifer tarandus fennicus

Pe lângă speciile protejate, pe teritoriul sitului au mai fost identificate 2 specii de plante, 10 specii de păsări, 1 specie de mamifere.